# Pete Raymond
Peter Harlow Raymond (født 21. januar 1947 i Princeton, New Jersey, USA) er en amerikansk tidligere roer.
Raymond var med i USA's otter, der vandt sølv ved OL 1972 i München. Amerikanerne blev i finalen kun besejret af guldvinderne fra New Zealand, mens bronzemedaljen gik til Østtyskland. Den øvrige besætning i amerikanernes båd var Lawrence Terry, Franklin Hobbs, Tim Mickelson, Gene Clapp, Bill Hobbs, Cleve Livingston, Mike Livingston og styrmand Paul Hoffman. Han deltog også ved OL 1968 som del af amerikanernes firer uden styrmand, der sluttede på femtepladsen.

## OL-medaljer
- 1972:  Sølv i otter